# Marad
Marad (Sumer: Marda, nay là Tell Wannat es-Sadum hoặc Tell as-Sadoum, Iraq)  là một thành phố của người Sumer cổ đại. Marad nằm trên bờ phía tây sau là nhánh phía tây thượng nguồn sông Euphrates ở miền tây Nippur tại vùng ngày nay là Iraq và khoảng 50 km về phía đông nam Kish, trên sông Arahtu.
Ziggurat của thành phố E-igi-kalama dành riêng cho Ninurta vị thần của đất và cái cày do một trong những người con của Naram-Sin xây nên, cũng như vị thần bảo hộ Lugalmarada (còn ghi là Lugal-Amarda). Thành phố rơi vào phạm vi thế lực của Akkad sau cuộc chinh phục của Sargon xứ Akkad.

## Lịch sử
Marad được thành lập vào khoảng năm 2700 TCN, trong thời kỳ Tiền Triều đại II của người Sumer.

## Khảo cổ học
Khu di chỉ Marad có diện tích nhỏ hơn 124 ha (500 mẫu Anh). Marad được khai quật bởi một nhóm nghiên cứu dưới sự dẫn đầu của Naal Hannoon đến từ trường Đại học Qādisiyyah vào năm 1990, và vào năm 2005 và 2007 dưới sự dẫn đầu của Abbas Al-Hussainy. Việc công bố hai đợt khảo cổ cuối cùng được tiến hành.